# A Clue to Her Parentage
A Clue to Her Parentage è un cortometraggio muto del 1912 diretto da J. Searle Dawley.
Sesto episodio del serial What Happened to Mary?, considerato il primo serial della storia del cinema girato negli Stati Uniti.

## Trama
Il tenente Strakey, l'agente segreto incontrato a Londra, viene incaricato di andare negli Stati Uniti. Madame Jolatsky, innamorata di lui, decide di seguirlo e si imbarca sullo stesso transatlantico dove si trova anche Mary. La sua compagna di cabina è Nell Benson, una giovane donna che sembra colpita dall'aspetto di Mary e che riesce a farsi mostrare il documento nel quale si parla della sua nascita. Nell manda un messaggio radio a qualcuno a New York, nel quale esprime il suo convincimento di aver trovato "l'ereditiera perduta". Quando Strakey sente la parola "ereditiera", cambia il suo atteggiamento e si mette a corteggiare Mary, suscitando la contrarietà di Nell e l'ira di madame Jolatsky. Quest'ultima, prima dell'arrivo a New York, nasconde un prezioso braccialetto nel baule di Mary che, alla dogana, non riesce a spiegarne la presenza e, di conseguenza, viene arrestata. Proprio in quel momento, Nell Benson arriva accompagnata da un distinto signore la cui presenza provoca sensazione tra i funzionari doganali. L'uomo prende sotto la sua protezione Mary e la porta con sé in una grande villa dove le mostra un grande ritratto che le dice di essere di sua madre.  La piccola vagabonda sembra avere trovato una casa e almeno un ricordo della madre.

## Produzione
Il film fu prodotto dalla Edison Manufacturing Company.

## Distribuzione
Distribuito dalla General Film Company, il film - un cortometraggio in una bobina - uscì nelle sale cinematografiche statunitensi il 27 dicembre 1912.